# Bust-A-Move Bash!
Bust-A-Move Bash! (formalmente conhecido como Bust-A-Move Revolution) é um jogo de vídeo game lançado pela Majesco para o console Nintendo Wii. 
Nada especifico do jogo tinha sido revelado antes da chegada as prateleiras, no entanto, o vice presidente de marketing da Majesco, Ken Gold, revelou que a Majesco "pretendia maximizar a natureza intuitiva do controle do Wii ao criar e oferecer o máximo na popular série Bust-A-Move". O jogo foi recebido por sites especializados em jogos como sendo um jogo medíocre, incluindo uma média de pontuação de 53 de acordo com o Metacritic.com. O jogo tem múltiplos reviews.

## O jogo
Controles
O jogo utiliza o Wii Remote para de 1 a 4 jogadores, de 5 a 8 jogadores é necessário o uso do nunchuck ou do controle clássico. 
Menu
No menu principal estão disponíveis todos os modos do jogo. Os modos são: Puzzle, Endless, Shooting, e Versus.